# القديسة فيرينا
القديسة فيرينا قديسة قبطية كانت تصحب الكتيبة الطيبية بعض العذارى من القبطيات الذين كانوا يعدون الطعام ويقومون برعاية الجرحى وغير ذلك من الأعمال وكانت من بينها القديسة فيرينا التي نشأت في مدينة جراجوس بالقرب من مدينة طيبة (الأقصر) ويعنى اسم فرينا باللغة القبطية الثمرة أو البذرة الطيبة، ولما قتل أفراد الكتيبة الطيبية كلهم لم تغادر المكان راجعة إلى مصر وإنما مكثت في مكانها فعلمت الشعب الوثنى المسيحية، وقامت بتعليمهم أسس العلاج من الأمراض باستعمال بعض الأعشاب الطبية، وعلمتهم النظافة الجسدية بالأغتسال بالماء، وكانت تزور مدافن شهداء الكتيبة الطيبية، ويعتقد الكثيرين أن القديسة فيرينا هي ابنه عم القديس موريس قائد الكتيبة الطيبية، وقد اعتبر كثيرين من المؤرخين أنها أم الراهبات في أوروبا.
وحدث أن اكتشف أحد الحكام الرومان امرها فأمر بسجنها، ولكنها بعد مدة خرجت من السجن وعادت لما كانت تفعله قبل سجنها مع زميلاتها العذارى وكانت تسكن معهم أحد الكهوف الجبال التي تنتشر في سويسرا.
وتُوفيت القديسة فيرينا في سنة 344 م وبنيت فوق جسدها كنيسة في مدينة تمبورتاخ بسويسرا، وعند منتصف الجسر المقام على نهر الراين بين سويسرا وألمانيا يوجد لها تمثال وهي تحمل جرة بها ماء، ويبلغ عدد الكنائس التي تحمل اسمها في سويسرا وحدها 70 كنيسة وفي ألمانيا 30 كنيسة.
ولا يعرف المصريين المسيحيين أن مصرية قبطية عاشت في وسط أوروبا، وجسدها مدفون في إحدى كنائسها – يرسمون صورتها وفي يدها أبريق ماء وفي الأخرى”المشط “ الذي تستخدمه المصريات منذ العصر الفرعوني، يرسمونها على هذا النحو تخليداً للدور الذي قامت به هذه المصرية في العناية بالمرضى في هذه المناطق – وفي تعليم أهلها النظافة، منذ أكثر من خمسة عشر قرناً.
وقد أحضر وفد سويسرى 5 إلى مصر عام 1986 جزء من رفات القديس موريس والقديسه فيرونيا وتم وضعه في كنيسه على اسمها في اسقفية الخدمات بالقاهرة حيث قام البابا شنوده الثالث بتدشينها في 22 فبراير عام 1994.
ويتم الاحتفال بهذه الذكرى من كل عام.

## مواضيع مرتبطة
- النظافة في المسيحية
- كنيسة قبطية أرثوذكسية
- معهد الدراسات القبطية